# Višňové (powiat Revúca)
Višňové – wieś (obec) na Słowacji położona w kraju bańskobystrzyckim, w powiecie Revúca. Pierwsze wzmianki o miejscowości pochodzą z roku 1296.
Według danych z dnia 31 grudnia 2012, wieś zamieszkiwały 64 osoby, w tym 29 kobiet i 35 mężczyzn.
W 2001 roku rozkład populacji względem narodowości i przynależności etnicznej wyglądał następująco:
- Słowacy – 23,64%
- Romowie – 9,09%
- Węgrzy – 52,73%

Ze względu na wyznawaną religię struktura mieszkańców kształtowała się w 2001 roku następująco:
- Katolicy rzymscy – 41,82%
- Ewangelicy – 10,91%
- Nie podano – 14,55%